# بک سو-بین
بک سو-بین (کره‌ای: 박수빈) که با نام سوبین شناخته می‌شود، خوانندۀ اهل کره جنوبی است. او یکی از اعضای گروه دخترانۀ کازمیک گرلز است.